# NGC 5812
NGC 5812 ist eine elliptische Galaxie vom Typ E0 und liegt im Sternbild Waage. Sie ist rund 87 Millionen Lichtjahre von der Milchstraße entfernt.
Die Galaxie wurde am 5. März 1785 von William Herschel entdeckt.